# Reino de los Asesinos
Reino de los Asesinos (Título original: 劍雨, título inglés: Reign of Assassins) es una película de wuxia producida en el año 2010 bajo cooperación de Taiwán, Hong Kong y China. Dirigida por Sue Chaopin y John Woo, la protagonizan por Michelle Yeoh, Jung Woo Sung, Wang Xueqi, Barbie Hsu y Shawn Yue.

## Argumento
En el 428 DC, un monje de Tianzhu llamado Rumonu viajó al este, donde practicó artes marciales incomparables. Después de su muerte, el cuerpo desapareció. La leyenda se decía que, al obtener el cuerpo del monje, se descubrirá el secreto de lograr supremos artes marciales para dominar el Wulin. Desde entonces, todos los que desean hacerse con el poder están listos para iniciar la guerra. 
Cientos de años después de la Dinastía Ming, una organización de asesinos llamada "Piedra Negra" (Black Stone) entre quienes destaca una asesina llamada Xi Yu (interpretado por Kelly Lin), una mujer cruel e implacable que asesinó al oficial Zhang Hai-Rui, haciéndose con la mitad del cuerpo de Rumonu. Su hijo Zhang Ren-Feng (Guo Xiao Dong) tuvo la suerte de escapar. 
En el curso de otra misión, Xi Yu se encontró con el monje Lu Zhu (Calvin Lee) con altas técnicas de artes marciales. Aunque Lu Zhu podía ganar a Xi Yu con sus técnicas, no podía evitar desear que Xi Yu pudiera dejar de matar y volviese a una vida ordinaria. Después de tres meses de peleas repetidas, Lu Zhu encontró fallos fatales en ella, pero aun no podía convencerla de que dejara de ser asesina. Finalmente, Lu Zhu decidió entregarle su vida, un sacrificio que la afectó inmensamente. 
Xi Yu decidió despedirse de la carrera de asesina, iniciando una nueva existencia con una nueva identidad. Decidió enterrar el cuerpo en el templo Yun-Ho para evitar que hubiera más muertes. Como no quería que pudieran seguirle el rastro a la Piedra Negra, Xi Yu cambió su nombre por Zeng Jing (Michelle Yeoh) y se sometió a cirugía para que nadie pudiese reconocerla. 
Buscando una vida corriente, se casó con un hombre honesto llamado Jiang A Sheng (Jung Woo-sung). Por otra parte, "Piedra Negra" ofreció una enorme recompensa para encontrar el cuerpo de Rumonu y a Xi Yu...

## Reparto
- Michelle Yeoh como Zeng Jing (Xi Yu).
- Jung Woo-sung como Jiang A Sheng.
- Kelly Lin como Xi Yu.
- Barbie Hsu como Ye Zhan Qing.
- Shawn Yue como Lei Bin.
- Jiang Yiyan como Tian Qingtong.
- Guo Xiaodong como Zhang Renfeng.